# Zwalony most w Kruklankach
Ruiny mostu kolejowego w Grądach Kruklaneckich (niem. Zerstörte Eisenbahnbrücke), nazywane potocznie zwalonym mostem – wysadzony most kolejowy z 1924 roku w Grądach Kruklaneckich koło Kruklanek, w powiecie giżyckim.
Przed wojną most wchodził w skład infrastruktury kolejowej na linii łączącej Kruklanki z Oleckiem. Nazywany jest również wysadzonym lub zburzonym mostem.

## Położenie
Ruiny są położone nad rzeką Sapiną, 1,2 km na południe od centrum wsi Kruklanki, na terenie należącym administracyjnie do jej przysiółka – Grąd Kruklaneckich. Nieopodal mostu rozciąga się jezioro Patelnia wraz z okalającymi je lasami Kruklińskimi.

## Historia
Dzieje przeprawy kolejowej nad Sapiną w tym miejscu sięgają okolic roku 1908, kiedy uruchomiono połączenie kolejowe łączące stację kolejową Kruglanken i Margrabowa. Teren, przez który biegła, stanowił pole do popisu dla inżynierów muszących zmierzyć się z nierównościami powierzchni tej części Mazur: pagórkami, dolinami, wąwozami, rzekami. Z tego powodu na tej trasie występują wysokie nasypy i głębokie wykopy. Jednym z największych problemów stanowiła przeprawa przez Sapinę, wiodącą swoje wody po dnie głębokiej doliny. Postanowiono, że wybudowany zostanie pięcioprzęsłowy most konstrukcji ceglanej, o wysokości ok. 17 m i długości 85 m. Filary zostały ozdobione okładzinami z granitu. Budowę ukończono w 1908 roku i od 15 września tego roku służył pociągom jadącym do Olecka lub z powrotem.
Przeprawa służyła parowozom przez niespełna 6 lat, do 1914 roku, kiedy obszar ten został objęty działaniami wojennymi. 20 sierpnia niemieccy saperzy wysadzili zachodnie przęsło mostu, aby uniemożliwić przejazd rosyjskim transportom. W tym czasie same Kruklanki znalazły się na linii frontu i toczyły się o nie walki pomiędzy stroną niemiecką i rosyjską, w wyniku czego ucierpiała m.in. infrastruktura kolejowa, w tym kompleks dworca kolejowego.
Niemal natychmiast po odbiciu wsi przez Niemców przystąpiono do odbudowy zniszczonych torowisk, w tym i przęsła mostu w Grądach. W jego miejsce skonstruowano tymczasową drewnianą konstrukcję wzmocnioną dwuteownikami, jednak ruch na linii do Olecka przywrócono dopiero 4 kwietnia 1915. Przęsło odbudowano całkowicie prawdopodobnie w 1917 roku. W takim stanie most służył przez kolejne 6 lat.
W 1923 roku natrafiono na kolejne problemy natury technicznej. Okazało się, że w wyniku działań wojennych w sierpniu 1914 roku poważnie naruszono ceglaną konstrukcję jednego filaru i dwóch przęseł mostu, przez co groził on katastrofą. Pomimo rosnącej inflacji w Niemczech, postanowiono rozebrać most, a w jego miejsce wybudować nowy z żelbetu. Starą przeprawę rozebrano w bardzo szybkim tempie z użyciem materiałów wybuchowych. Budowę nowej konstrukcji ukończono w lipcu 1924 roku. W stosunku do poprzedniej uzyskała ona poszerzone przęsła, a całość odciążono ozdobnymi otworami. Ten most przetrwał w nienaruszonym stanie aż do końca wojny.
Tuż przed wycofaniem się wojsk niemieckich w 1945 roku most został zaminowany. Ładunki wybuchowe założono w środkowym filarze mostu, a detonator umieszczono w schronie na górującym nad konstrukcją wzgórzu, łącząc je ze sobą za pomocą zakopanego w ziemi i zamaskowanego kabla. Niemcy nie zdążyli go jednak wysadzić, a przybyła w ślad za nimi Armia Czerwona nie odkryła ani trotylu w filarze, ani zapalnika w bunkrze. Most został wysadzony 8 września 1945 roku, jednak nie wiadomo, kto i dlaczego to zrobił, ponieważ szyny i nawierzchnię z prawie wszystkich lokalnych linii kolejowych, w tym i z połączenia Kruklanki-Olecko, zrabowano między marcem a czerwcem, więc sam most był już nieużytkowany przez pociągi. Według ludowego przekazu uczynili to sami mieszkańcy Kruklanek, którzy rozsierdzeni szabrownictwem Czerwonoarmistów postanowili zniszczyć most, aby uniemożliwić, a przynajmniej opóźnić, wywóz majątku i mienia pociągami do ZSRR. 
W wyniku eksplozji istnieć przestały dwa środkowe filary i trzy przęsła. Dodatkowo wybuch zniszczył oba przyczółki mostu. Zachodnie przęsło i filar dość dobrze zniosły wybuch i pozostały w nienaruszonym stanie, natomiast wschodnie przęsło uległo załamaniu w połowie, a w wyniku prawie całkowitej destrukcji podtrzymującego go filaru oparło się na jego zgliszczach, praktycznie dotykając ziemi. Gruz powstały po wybuchu do dziś spoczywa tam, gdzie upadł, a fragmenty spoczywają nawet na dnie Sapiny.

## Dziś
Po wojnie ruiny urosły do rangi atrakcji turystycznej i są bardzo chętnie uczęszczane przez turystów. W tym celu w pobliżu przęsła wschodniego postawiono altanę piknikową z miejscem na ognisko. Dzięki drewnianej kładce można przedostać się na drugi brzeg, do zachowanego fragmentu zachodniego. Zostały także wylane betonowe schody, aby było łatwiej wejść na strome, wysokie nasypy. Zarówno one, jak i most, stanowią dobry punkt widokowy na jezioro Patelnia i niektóre fragmenty Kruklanek.

## Galeria

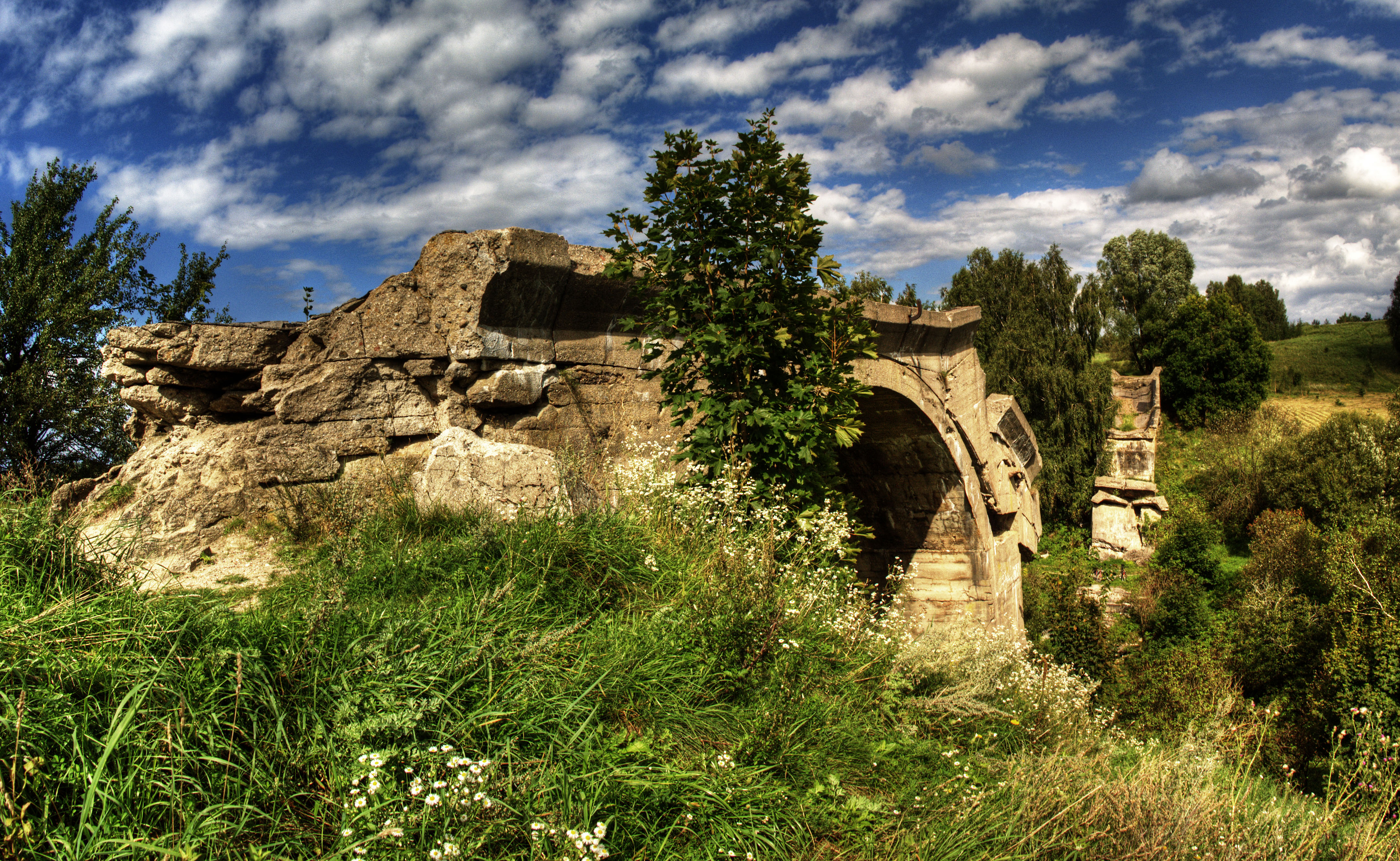
Zachowane przęsła mostu – zachodnie i wschodnie
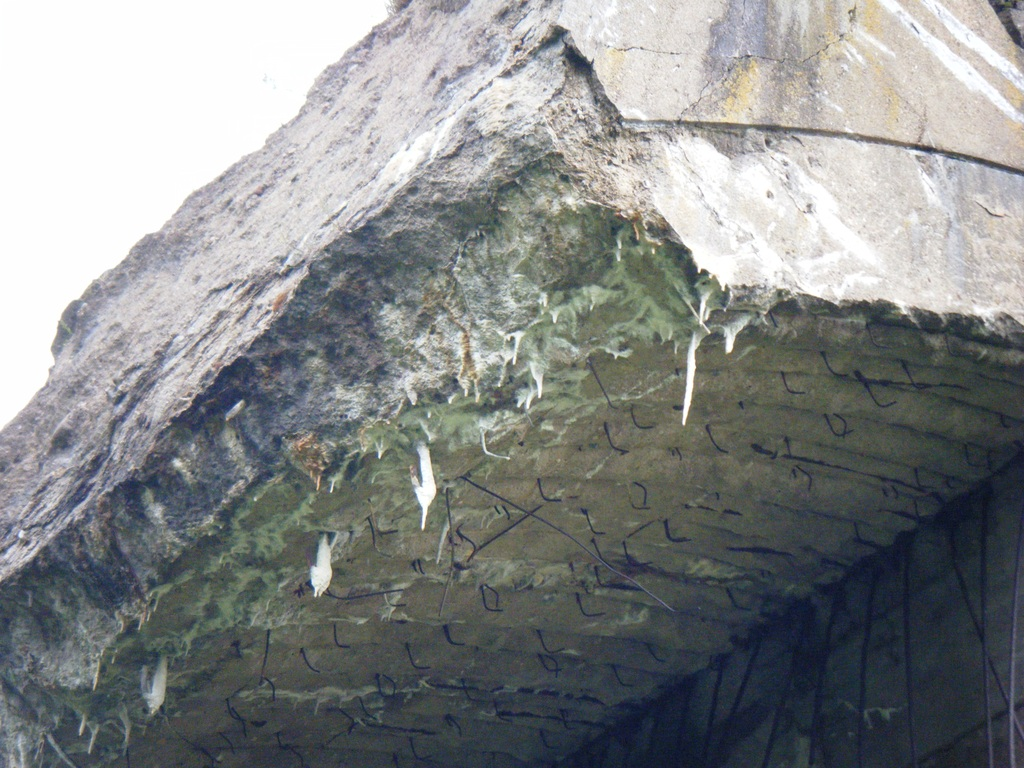
Stalaktyty i wystające z konstrukcji pręty zbrojeniowe
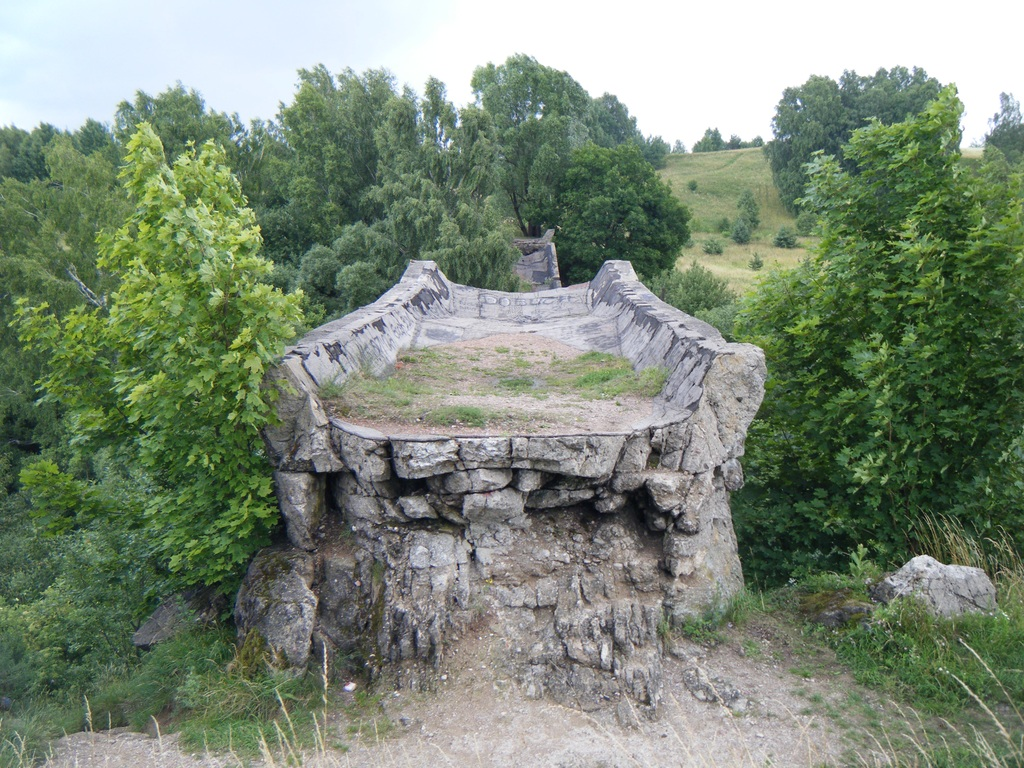
Widok na most od strony wysadzonego, zachodniego przyczółka